# Laidest Greatest
Laidest Greatest är ett samlingsalbum av Laid Back, utgivet år 1998. 

## Låtförteckning
1. White Horse
2. Bakerman
3. Sunshine Reggae
4. We Don't Do It
5. Highway Of Love
6. Maybe I'm Crazy
7. Groovie Train
8. Abu Dhabi
9. Bet It on You
10. I Can't Live Without Love
11. Bygones
12. Tricky Kind Of Thing
13. Why Is Everybody In Such A Hurry